# René Thom
René Frédéric Thom (født 2. september 1923 i Montbéliard, død 25. oktober 2002 i Bures-sur-Yvette) var en fransk matematiker. Han blev kendt for sit arbejde inden for topologi, hvorefter han arbejdede med emner inden for singularitetsteori; han blev verdenskendt i det akademiske samfund og generelt hos veluddannede for sit arbejde som grundlægger af katastrofeteori (senere videreudviklet af Erik Christopher Zeeman). Han modtog Fieldsmedaljen i 1958.
1. ↑  Navnet er anført på engelsk og stammer fra Wikidata hvor navnet endnu ikke findes på dansk.
2. ↑  Navnet er anført på engelsk og stammer fra Wikidata hvor navnet endnu ikke findes på dansk.
3. ↑  Navnet er anført på engelsk og stammer fra Wikidata hvor navnet endnu ikke findes på dansk.
4. ↑  Navnet er anført på engelsk og stammer fra Wikidata hvor navnet endnu ikke findes på dansk.